# Дагомис
Дагомис (рос. Дагомыс) — гірська річка, розташована на Кавказі, впадає до Чорного моря. 
Має дві притоки: ліва — Західний Дагомис, і права — Східний Дагомис. 
Через річку збудований пішохідний міст, а також автомобільний міст. 
Східний Дагомис тече через місто Сочі. 
В долині річки розташовані Самшитові водоспади.